# 藏龙东街站
藏龙东街站位于中华人民共和国湖北省武汉市江夏区，是武汉地铁2号线的地铁车站。

## 车站结构
车站位于高新六路与藏龙东街交叉口处东北侧，沿高新六路东西向布置，与远期同一路由的9号线平行换乘。车站外包总长为290.30m，标准段总宽为20.9m。藏龙东街站为地下二层岛式站台车站，有效站台宽度为12m。车站设置4个出入口、3组风亭。

### 楼层分布
| 地面     | 地面               | 出入口                               |  |  |
| 地下一层 | 站厅               | 售票机、客服中心、武漢通充值、洗手間 |  |  |
| 地下二层 |                    | █ 2号线 往天河机场（秀湖）           |  |  |
|          | 岛式站台，左侧开门 |                                      |  |  |
|          |                    | █ 2号线 往佛祖岭（佛祖岭）           |  |  |

### 车站出口
|                                                 |      |      |
| 出口編號                                        | 設施 | 照片 |
| A                                               |      |      |
| B                                               |      |      |
| C                                               |      |      |
| 注： 設有升降機 \| 設有輪椅升降台 \| 設有洗手間 |      |      |

## 鄰近地點
藏龙·星天地、长咀社区、中冶创业苑、凤凰花园3期

### 内部链接
- 武汉地铁车站列表